# Sanocki Klub Karate
Sanocki Klub Karate-Do Kyokushinkai – klub sportowy karate kyokushin z siedzibą w Sanoku.
Klub został zarejestrowany w 1992, a w 2001 wpisany do Krajowego Rejestru Sądowego.
Drużyna klubu pod kierunkiem trenera Henryka Orzechowskiego zdobywała złoty medal mistrzostw Polski w karate kyokushin w 1997 (XXIV MP w Katowicach), 1998 (XXV MP we Wrocławiu). W edycjach MP 1999 i 2002 drużyna zdobyła srebrny medal. W latach 1995 oraz 1998 SKK zdobył Puchar Polski. W 2001 SKK zdobył drugie miejsce w PP.
W zakresie rywalizacji indywidualnej przedstawiciele klubu zdobyli 34 medale mistrzostw Polski (12 złotych, 14 srebrnych, 8 brązowych oraz 13 medali w ramach Pucharu Polski: 6 złotych, 5 srebrnych i 2 brązowe). Ponadto karatecy SKK uzyskali medale mistrzostw Europy (w 2001 srebrny i brązowy) oraz mistrzostw świata (w 2014 brązowy).
Zawodnikami klubu byli Waldemar Wiszyński, Marek Ociesielski, Mariusz Boruta, Janusz Czaban, Artur Szychowski.
Klub działa w Gimnazjum Nr 1 w Sanoku przy ul. Jana Kochanowskiego 2. Prezesem klubu został Bogusław Sozański.